# Iljušin Il-18
Iljušin Il-18 (NATO oznaka: Coot) je bilo sovjetsko štirimotorno turbopropelersko potniško letalo iz poznih 1950ih. Il-18 je bil eno izmed najbolj vplivnih potniških letal svojega časa. Kljub temu, da je od prvega poleta minilo več kot 60 let, je nekaj letal še vedno v uporabi. Nekatera so presegla 45.000 ur letenja. Njegov naslednik je bil reaktivni Iljušin Il-62.

## Tehnične specifikacije (Il-18D)
Podatki iz OKB Ilyushin
Splošne značilnosti
- Posadka: 9
- Število sedežev: 65-120 potnikov
- Dolžina: 35,9 m (117 ft 9 in)
- Razpon kril: 37,4 m (122 ft 8 in)
- Višina: 10,165 m (33 ft 4 in)
- Površina kril: 140 m2 (1.500 sq ft)
- Teža praznega letala: 35.000 kg (77.162 lb)
- Maks. vzletna teža: 64.000 kg (141.096 lb)
- Kapaciteta goriva: 30.000 L (6.599 imp gal)
- Premer trupa: 3,5 m (11 ft)
- Maks. pristajalna teža: 52.600 kg (115.963 lb)
- Maks. teža brez goriva: 48.800 kg (107.586 lb)
- Maks. teža pri taksiranju: 64.500 kg (142.198 lb)
- Pogon letala: 4 × Ivčenko AI-20M turbopropi, 3.170 kW (4.250 hp)  vsak
- Propelerji: št. lopatic: 4 AW-68 I constant speed feathering propellers, 45 m (147 ft 8 in) premer

  - APU: TG-16M (28 Volt DC)

Zmogljivost
- Maks. hitrost: 675 km/h (419 mph; 364 kn)
- Maks. hitrost: Mach 0,65
- Potovalna hitrost: 625 km/h (388 mph; 337 kn) na 8.000 m (26.247 ft)
- Doseg: 6.500 km (4.039 mi; 3.510 nmi) z 6.500 kg (14.330 lb) tovora, maks. gorivom in enourno rezerevo
  - 3.700 km (2.299 mi) z 13.500 kg (29.762 lb) tovorom
- Višina leta: 11.800 m (38.714 ft)
- Vzletna razdalaj: 1,350 m (4 ft)
- Pristajalna razdalja: 850 m (2.789 ft)

Letalska elektronika

- - RPSN-2AMG: ali RPSN-2N Emblema vremenski radar
  - NAS-1B: navigacijski sistem
    - DISS-1:
    - ANU-1: navigacijski računalnik

  - Put'-4M: navigaacijski sitem
  - KS-6G: kompas
  - DAK-DB: kompas
  - RSBN-2S Svod: SHORAN (Svod)
  - SP-50 Materik: ILS
  - RV-UM: radarski višinomer
  - NI-50BM-1: navigacijski prikazovalnik
  - ARK-11:ADF
  - RSB-5/1230: komunikacijski radio
  - RSIU-5 (R802G): radio link
  - SR-2M Khrom: IFF (Khrom)
  - MSRP-12-96: flight data recorder